# Canoa/kayak ai Giochi della XVII Olimpiade - K1 1000 metri maschile
La competizione del K1 1000 metri di Canoa/kayak ai Giochi della XVII Olimpiade si è disputata nei giorni dal 26 al 29 agosto 1960 nel bacino del Lago Albano a Castel Gandolfo.

## Programma
| Data           | Round        | Nota                                            |
| -------------- | ------------ | ----------------------------------------------- |
| 26 agosto 1960 | 3 Batterie   | I primi 3 in semifinale. I restanti ai recuperi |
| 26 agosto 1960 | 3 Recuperi   | I primi 3 in semifinale.                        |
| 27 agosto 1960 | 3 Semifinali | I primi 3 finale.                               |
| 29 agosto 1960 | Finale       |                                                 |

## Risultati

### Batterie
| Pos. | Atleta          | Nazione       | Tempo   |
| ---- | --------------- | ------------- | ------- |
| 1    | Erik Hansen     | Danimarca     | 3'57"04 |
| 2    | Ronald Rhodes   | Gran Bretagna | 4'01"68 |
| 3    | Wolfgang Lange  | Germania      | 4'05"08 |
| 4    | Rolf Olsen      | Norvegia      | 4'08"38 |
| 5    | Robert De Waele | Belgio        | 4'08"60 |
| 6    | Roland Huber    | Svizzera      | 4'26"26 |
| 7    | Michel Meyer    | Francia       | 4'40"72 |

| Pos. | Atleta            | Nazione     | Tempo   |
| ---- | ----------------- | ----------- | ------- |
| 1    | Imre Szöllősi     | Ungheria    | 4'04"23 |
| 2    | Phil Coles        | Australia   | 4'06"27 |
| 3    | Cesare Zilioli    | Italia      | 4'06"58 |
| 4    | Aleksandar Kerčov | Jugoslavia  | 4'07"08 |
| 5    | Simo Kuismanen    | Finlandia   | 4'09"78 |
| 6    | Joaquín Larroya   | Spagna      | 4'12"93 |
| 7    | Paul Beachem      | Stati Uniti | 4'18"64 |

| Pos. | Atleta              | Nazione          | Tempo   |
| ---- | ------------------- | ---------------- | ------- |
| 1    | Ibragim Khasanov    | Unione Sovietica | 4'06"14 |
| 2    | Guillaume Weijzen   | Paesi Bassi      | 4'06"77 |
| 3    | Gert Fredriksson    | Svezia           | 4'07"35 |
| 4    | Ladislav Čepčianský | Cecoslovacchia   | 4'07"83 |
| 5    | Ryszard Skwarski    | Polonia          | 4'12"70 |
| 6    | Herbert Wiedermann  | Austria          | 4'15"71 |
| 7    | Michael Brown       | Canada           | 4'27"28 |
| 8    | André Conrardy      | Lussemburgo      | 4'27"38 |

### Recuperi
| Pos. | Atleta             | Nazione   | Tempo   |
| ---- | ------------------ | --------- | ------- |
| 1    | Simo Kuismanen     | Finlandia | 4'11"50 |
| 2    | Herbert Wiedermann | Austria   | 4'13"73 |
| 3    | Rolf Olsen         | Norvegia  | 4'13"87 |
| 4    | Michel Meyer       | Francia   | 4'24"93 |

| Pos. | Atleta            | Nazione     | Tempo   |
| ---- | ----------------- | ----------- | ------- |
| 1    | Ryszard Skwarski  | Polonia     | 4'06"99 |
| 2    | Aleksandar Kerčov | Jugoslavia  | 4'07"33 |
| 3    | Paul Beachem      | Stati Uniti | 4'18"17 |
| 4    | Roland Huber      | Svizzera    | 4'24"16 |
| 5    | André Conrardy    | Lussemburgo | 4'28"40 |

| Pos. | Atleta              | Nazione        | Tempo   |
| ---- | ------------------- | -------------- | ------- |
| 1    | Ladislav Čepčianský | Cecoslovacchia | 4'11"39 |
| 2    | Joaquín Larroya     | Spagna         | 4'13"82 |
| 3    | Robert De Waele     | Belgio         | 4'16"61 |
| 4    | Michael Brown       | Canada         | 4'55"73 |

### Semifinali
| Pos. | Atleta            | Nazione    | Tempo   |
| ---- | ----------------- | ---------- | ------- |
| 1    | Erik Hansen       | Danimarca  | 3'57"31 |
| 2    | Gert Fredriksson  | Svezia     | 4'03"32 |
| 3    | Simo Kuismanen    | Finlandia  | 4'03"42 |
| 4    | Phil Coles        | Australia  | 4'08"05 |
| 5    | Aleksandar Kerčov | Jugoslavia | 4'10"27 |
| 6    | Robert De Waele   | Belgio     | 4'12"48 |

| Pos. | Atleta            | Nazione     | Tempo   |
| ---- | ----------------- | ----------- | ------- |
| 1    | Imre Szöllősi     | Ungheria    | 3'57"71 |
| 2    | Wolfgang Lange    | Germania    | 4'02"88 |
| 3    | Rolf Olsen        | Norvegia    | 4'04"82 |
| 4    | Guillaume Weijzen | Paesi Bassi | 4'07"30 |
| 5    | Ryszard Skwarski  | Polonia     | 4'09"26 |
| 6    | Joaquín Larroya   | Spagna      | 4'20"39 |

| Pos. | Atleta              | Nazione          | Tempo   |
| ---- | ------------------- | ---------------- | ------- |
| 1    | Ronald Rhodes       | Gran Bretagna    | 4'05"20 |
| 2    | Ibragim Khasanov    | Unione Sovietica | 4'05"87 |
| 3    | Cesare Zilioli      | Italia           | 4'06"36 |
| 4    | Ladislav Čepčianský | Cecoslovacchia   | 4'07"75 |
| 5    | Paul Beachem        | Stati Uniti      | 4'15"10 |
| 6    | Herbert Wiedermann  | Austria          | 4'17"45 |

### Finale
| Pos.    | Atleta           | Nazione          | Tempo   |
| ------- | ---------------- | ---------------- | ------- |
| Oro     | Erik Hansen      | Danimarca        | 3'53"00 |
| Argento | Imre Szöllősi    | Ungheria         | 3'54"02 |
| Bronzo  | Gert Fredriksson | Svezia           | 3'55"89 |
| 4       | Ibragim Khasanov | Unione Sovietica | 3'56"38 |
| 5       | Ronald Rhodes    | Gran Bretagna    | 4'01"15 |
| 6       | Rolf Olsen       | Norvegia         | 4'02"31 |
| 7       | Wolfgang Lange   | Germania         | 4'03"05 |
| 8       | Simo Kuismanen   | Finlandia        | 4'03"66 |
| 9       | Cesare Zilioli   | Italia           | 4'04"90 |